# 이귀인
이귀인 (李貴人, ? ~ 1760년)은 청나라 옹정제의 귀인이다. 그녀는 낮은 지위와 자녀가 없어 『청사고』에 기록되지 않고, 『청회전』에만 그녀의 장례의례가 기록되어있다.

## 생애
이씨는 옹정 7년 (1729년) 4월 이후, 이귀인으로 봉해졌다. 옹정 9년 5월, 이귀인의 이름은 『궁중등처여자마마마마리절』에서 발견되었는데, 노귀인과 곽귀인에 이어 차례가 되었다. 옹정 13년, 건륭제가 즉위하기 전 『식육저장』은 이상재로 기록되어있어 언제 강등 되었는지 알려진 바가 없다.
옹정 13년, 건륭제가 즉위한 뒤, 내정의 주위별 예단에는 이귀인의 위계순서가 곽귀인, 안귀인 순으로 기록되어 있으나, 해귀인보다 먼저라는 기록이 있다. 건륭 25년 (1760년) 4월 28일 수안궁에서 사망했고, 4월 29일 이귀인이 채관봉이 되어, 그해 7월 21일 백일 예치제를 지내고 청서릉 태릉비원침에 묻혔다. 중국 제1역사기록보관소에는 건륭 25년 9월 27일, 예부에 '이귀인에게 문의하기 위해 100일 예치제(禮致祭)를 지내던 날 양지(羊支)를 모시고 내무부를 총괄한다'는 내용도 있다. 가경 10년 7월 19일, 운귀인이 훙거한 후 상장의례는 건륭 25년 이귀인의 예와 같이 행했다.
야사에서는 건륭제의 진짜 생모를 열하행궁 궁녀 이금계라고 불렀는데, 그의 역사적 원형이 옹정제의 이귀인 또는 이씨인 옹정제 이상재라고 한다.